# John Edwin Sandys
Sir John Edwin Sandys ('sændz), né le 19 mai 1844 à Leicester et mort le 6 juillet 1922 à Cambridge, est un philologue classique anglais.

## Biographie
John Edwin Sandys est né à Leicester le 19 mai 1844, fils du révérend Timothy Sandys, membre de la Church Missionary Society, et de son épouse Rebecca (née Swain). Il a d'abord vécu avec ses parents en  Inde, avant de revenir à onze ans en Angleterre, où il a étudié à l'école de la Church Missionary Society à Islington, puis à Repton School (en). En 1863, il a obtenu une bourse d'études pour St John’s College à Cambridge.
Récipiendaire d'une bourse Bell, il a remporté plusieurs prix en prose grecque et latine. En 1867, il a été élu membre de son college, où il a été nommé à un poste de lecteur, puis de tuteur. Il a été élu Public Orator (en) en 1876 et a reçu le titre d'« orator emeritus » à sa retraite en 1919. Il a aussi été nommé docteur honoris causa de l'université de Dublin en 1892, de l'université d'Édimbourg en 1909, de l'université d'Athènes en 1912 et de l'université d'Oxford en 1920. En 1909, il a été fait membre de la British Academy et commandeur de l'ordre du Sauveur (Grèce). Il a été fait Knight Bachelor en 1911.
Outre ses éditions de textes grecs, considérées comme remarquables, il a publié un récit, An Easter Vacation in Greece (1886), une traduction augmentée du Dictionary of Classical Antiquities (en) d'Oskar Seyffert (en) (avec Henry Nettleship (en), 1891) et The Harvard Lectures on the Revival of Learning (1905). Il est surtout connu pour son History of Classical Scholarship (volume I, seconde édition, 1906 ; volumes II et III, 1910). Il a aussi dirigé l'édition de A Companion to Latin Studies (1910 ; second édition, 1913) et contribué à la New International Encyclopedia.
Il avait épousé en 1880 Mary Grainger, fille du vicaire de l'église Saint-Paul de Cambridge, mais ils n'eurent pas d'enfants. Il est mort le 6 juillet 1922 à Cambridge, où il est repose au cimetière de la paroisse de l'Ascension (en).